# 이덕주 (1908년)
이덕주(李德柱, 1908년 5월 ~ 1935년 2월)는 일제강점기 조선물산장려회 부회장을 역임한 독립운동가이다. 상해한인청년당에 속하여 김구를 지시를 받고 조선총독부 총독 우가키 가즈시게 암살 등을 계획하였으나 일제에게 사전에 체포되었으며 1935년 2월 해주형무소에서 옥사했다
1977년 건국포장, 1990년 애국장이 추서되었다. 이명은 서이균(徐利均)이다.

## 생애
이덕주의 자필 이력서에 따르면 1909년 1월 2일 황해도 신천읍(信川邑)에서 태어났다. 자료에 따라선 1908년 5월 태어난 걸로 나타난다. 아버지는 이원국(李源國), 어머니는 배현후(裵賢厚)였다.
이덕주는 6세에 보통학교에 입학했고 12세에 해주고보(海州高普)에 입학해서 경성 양정고보(養正高普)로 전학했다. 17세에 과수업(果樹業), 19세에는 재목상을 하다가 20세에 상해로 갔다.
1926년 이덕주는 중국으로 망명하여 김구와 조국독립을 위한 독립운동에 몸바칠 것을 서약하고 항일운동에 주력하였다.
1931년 7월 이덕주는 상해한인독립운동청년동맹(上海韓人獨立運動靑年同盟)을 창립하였다.
1932년 초 김구는 상해한인청년당의 이덕주·유진만(兪鎭萬)·금긍호(琴兢鎬) 등에게 조선총독부 총독 우가키 가즈시게 암살 및 일본 잠입 후 고관 암살 등을 지시하였다. 이들은 권총 2정을 가지고 국내에 들어와 목적달성을 위하여 활동하였다.
1932년 4월 이덕주는 일본경찰에 잡혀 의거를 실패한다.  징역 7년형을 언도받고 해주형무소에서 수감 중 1935년 2월 옥사하였으며 그때 향년 27세였다. 그리고 2022년 6월에 이달의 독립운동가로 선정됐다

## 서훈
1977년 건국포장, 1990년 애국장이 추서되었다.